# Локетниця
Локетниця (пол. Łokietnica) — село в Польщі, у гміні Гостинін Ґостинінського повіту Мазовецького воєводства.
Населення — 51 особа (2011).
У 1975-1998 роках село належало до Плоцького воєводства.

## Демографія
Демографічна структура станом на 31 березня 2011 року:
|          | Загалом | Допрацездатний вік | Працездатний вік | Постпрацездатний вік |
| -------- | ------- | ------------------ | ---------------- | -------------------- |
| Чоловіки | 32      | 5                  | 24               | 3                    |
| Жінки    | 19      | 2                  | 10               | 7                    |
| Разом    | 51      | 7                  | 34               | 10                   |